# Кларкс Појнт (Аљаска)
Кларкс Појнт (енгл. Clarks Point) град је у америчкој савезној држави Аљаска.

## Демографија
По попису из 2010. године број становника је 62, што је 0 (0,0%) становника више него 2000. године.
| Група             | 2000.    | 2010.     |
| Белци             | 5 (6,7%) | 7 (11,3%) |
| Афроамериканци    | 0 (0,0%) | 0 (0,0%)  |
| Азијати           | 0 (0,0%) | 0 (0,0%)  |
| Хиспаноамериканци | 0 (0,0%) | 0 (0,0%)  |
| Укупно            | 75       | 62        |